# Episodi di Shin Chan (1992)
Questi sono gli episodi della serie anime Shin Chan mandati originariamente in onda nel 1992. In Italia sono tutti inediti e presentano uno stile di disegno diverso da quello consueto della serie. 
Ogni episodio è diviso in mini-episodi della durata di circa 10 minuti l'uno.

## Episodi
| Nº         | Giapponese 「Kanji」 - Rōmaji | In onda           | In onda |
| Nº         | Giapponese 「Kanji」 - Rōmaji | Giapponese        |         |
| 1          | 「おつかいに行くゾ」 - Otsukai ni iku zo「ママの朝は忙しいゾ」 - Mama no asa wa isogashī zo「お絵かきするゾ」 - O ekaki suru zo | 13 aprile 1992    |         |
| 2          | 「三輪車は楽しいゾ」 - Sanrinsha wa tanoshii zo「お腹がパンパン痛いゾ」 - O-naka ga panpan itai zo「父ちゃんだって大変だゾ」 - Tō-chan datte taihen da zo | 20 aprile 1992    |         |
| 3          | 「アクション仮面を見るゾ」 - Action Kamen wo miru zo「給食は楽しいゾ」 - Kyuushoku ha tanoshii zo「歯医者に行くゾ」 - Haisha ni iku zo | 27 aprile 1992    |         |
| 4          | 「任侠ひまわり組だゾ」 - Ninkyou himawari gumi da zo「ピクニックに行くゾ（その１）」 - Pikunikku ni iku zo (sono 1)「ピクニックに行くゾ（その２）」 - Pikunikku ni iku zo (sono 2) | 4 maggio 1992     |         |
| 5          | 「映画に行くゾ」 - Eiga ni iku zo「よい子のプレゼントだゾ」 - Yoiko no purezento da zo「お手伝いするゾ」 - O-tetsudai suru zo | 11 maggio 1992    |         |
| 6          | 「整理しちゃうゾ」 - Seirishichau zo「おまたじゃくしを飼うゾ」 - omatajakushi wo kau zo「母ちゃんとお風呂だゾ」 - Kaa-chan to ofuro da zo | 18 maggio 1992    |         |
| 7          | 「ひなん訓練は大変だゾ」 - Hinan kunren wa taihen da zo「小犬を拾ったゾ」 - Koinu wo hirotta zo「名前はシロだゾ」 - Namae wa Shiro da zo | 25 maggio 1992    |         |
| 8          | 「シロと散歩に行くゾ」 - Shiro to sanpo ni iku zo「シロの家を作るゾ」 - Shiro no ie o tsukuru zo「ピーマンは嫌いだゾ」 - Piiman wa kirai da zo | 1º giugno 1992    |         |
| 9          | 「父ちゃんのジャマはしないゾ」 - Tō-chan no jama wa shinai zo「粘土で遊んじゃうゾ」 - Nendo de asonjau zo「本屋で立ち読みだゾ」 - Honya de tachiyomi da zo | 8 giugno 1992     |         |
| 10         | 「女子大生はお友達だゾ」 - Joshidai sei wa otomodachi da zo「ハイグレ水着が欲しいゾ」 - Haigure mizugi ga hoshii zo「プールの時間だゾ」 - Puuru no jikan da zo | 15 giugno 1992    |         |
| 11         | 「シロにエサをあげるゾ」 - Shiro ni esa wo ageru zo「夫婦ゲンカは大変だゾ」 - Fuufu genka wa taihen da zo「親子で地引き網だゾ」 - Oyako de jibikiami da zo | 29 giugno 1992    |         |
| 12         | 「床屋さんへ行くゾ」 - Tokoya-san e iku zo「宝物はオラが守るゾ」 - Houmotsu wa ora ga mamoru zo「ビデオで撮影するゾ」 - Bideo de satsuei suru zo | 6 luglio 1992     |         |
| 13         | 「海水浴は楽しいゾ」 - Kaisuiyoku wa tanoshii zo「豪華ホテルに泊まるゾ」 - Gouka hoteru ni tomaru zo「帰り道は遠いゾ」 - Kaeri michi wa tooi zo | 13 luglio 1992    |         |
| 14         | 「母ちゃんの昼寝だゾ」 - Kaachan no hirune da zo「エーゴしちゃうゾ」 - Eigo shichauzo「今度は花火をやるゾ」 - Kondo wa hanabi o yaru zo | 20 luglio 1992    |         |
| 15         | 「電車に乗るゾ」 - Densha ni noru zo「電車に乗ったゾ」 - Densha ni notta zo「銭湯で遊んじゃうゾ」 - Sentō de asonjau zo | 27 luglio 1992    |         |
| 16         | 「母ちゃんの看病だゾ」 - Kaa-chan no kanbyō da zo「いじめっ子と遊ぶゾ」 - Ijimekko to asobu zo「縁日に行くゾ」 - Ennichi ni iku zo | 10 agosto 1992    |         |
| 17         | 「アクション仮面に会うゾ」 - Action Kamen ni au zo「よしなが先生のデートだゾ」 - Yoshinaga-sensei no deeto da zo「忘れられたシロだゾ」 - Wasurerareta Shiro da zo | 17 agosto 1992    |         |
| 18         | 「父ちゃんと野球するゾ」 - Touchan to yakyuu suru zo「ネネちゃんのママは優しいゾ」 - Nene-chan no mama wa yasashii zo「じいちゃんが来たゾ」 - Jii-chan ga kita zo | 31 agosto 1992    |         |
| 19         | 「台風がやってくるゾ」 - Taifū ga yatte kuru zo「決闘しちゃうゾ」 - Kettou shi chau zo「お手紙を出すゾ」 - Otegami o dasu zo | 7 settembre 1992  |         |
| 20         | 「食後のハミガキだゾ」 - Shokugo no hamigaki da zo「おねしょ3連発だゾ」 - Onesho 3 renpatsu da zo「ブルースでおどるゾ」 - Burūsu de odoru zo | 14 settembre 1992 |         |
| 21         | 「運動会でがんばるゾ」 - Undōkai de ganbaru zo「母ちゃんと走るゾ」 - Kaa-chan to hashiru zo「リレーで勝負だゾ」 - Riree de shōbu da zo | 21 settembre 1992 |         |
| 22         | 「母ちゃんと格闘だゾ」 - Kaa-chan to kakutō zo「シャボン玉で遊ぶゾ」 - Shabon dama de asobu zo「またまた本屋さんだゾ」 - Matamata hon'ya-san da zo | 12 ottobre 1992   |         |
| 23         | 「合言葉はみさえだゾ」 - Aikotoba wa Misae da zo「竹馬で競争するゾ」 - Takeuma de kyousou suru zo「とーちゃんのオムカエだゾ」 - Tō-chan no omukae da zo | 19 ottobre 1992   |         |
| 24         | 「女子大生バイトはつらいゾ」 - Joshi daisei baito wa tsurai zo「オラがお芝居するゾ」 - Ora wa o-shibai suru zo「夫婦ゲンカのチューサイだゾ」 - Fuufu genka no chuusai da zo | 26 ottobre 1992   |         |
| 25         | 「ゴキブリさんと決闘だゾ」 - Gokiburi-san to kettō da zo「身体測定の時間だゾ」 - Shintai sokutei no jikan da zo「とーちゃんと車のお掃除だゾ」 - To chanto kuruma no o souji da zo | 2 novembre 1992   |         |
| 26         | 「デパートで迷子だゾ」 - Depaato de maigo da zo「ニワトリ小屋のソージだゾ」 - Niwatori koya no sōji da zo「オラの七五三だゾ」 - Ora no shichi-go-san da zo | 9 novembre 1992   |         |
| 27         | 「カゼの予防はウガイだゾ」 - Kaze no yobou ha da zo「よしなが先生のお手伝いだゾ」 - Yoshinaga-sensei no o-tetsudai da zo「ヤキイモを買うゾ」 - Yakiimo wo kau zo | 16 novembre 1992  |         |
| 28         | 「病院へお見舞いだゾ」 - Byouin he o mimai da zo「かくれんぼするゾ」 - Kakurenbo suru zo「動物園に行くゾ」 - Doubutsu en ni iku zo | 23 novembre 1992  |         |
| 29         | 「動物園は楽しいゾ」 - Doubutsu en ha tanoshii zo「母ちゃんと美容院だゾ」 - Kaachan to biyou in da zo「おせーぼが欲しいゾ」 - O-seibo ga hoshii zo | 30 novembre 1992  |         |
| 30         | 「母ちゃんと銀行だゾ」 - Kaa-chan to ginkō da zo「婦警さんと一緒だゾ」 - Fukei san to issho da zo「父ちゃんと風呂に入るゾ」 - Tō-chan to furo ni iru zo | 7 dicembre 1992   |         |
| 31         | 「シロとお留守番だゾ」 - Shiro to o rusuban da zo「まつざか先生のヒミツだゾ」 - Matsuzaka-sensei no himitsu da zo「じいちゃんがまた来たゾ」 - Jii-chan ga mata kita zo | 14 dicembre 1992  |         |
| 32         | 「オラの初スキーだゾ」 - Ora no hatsu sukii da zo「風間くんちは楽しいゾ」 - Kazama-kun chi wa tanoshii zo「アクション仮面とＸマスだゾ」 - Action Kamen to Xmas da zo | 21 dicembre 1992  |         |
| Speciale 1 | 「プロローグ」 - Puroroogu「お約束がいっぱいだゾ」 - Oyakusoku ga ippai da zo「幼稚園でおもちつきだゾ」 - Yōchien de omochitsuki da zo「コタツはあったかいゾ」 - Kotatsu wa attakai zo「ブリブリざえもんのボーケンだゾ」 - Buriburizaemon no Bōken da zo「大ソージは大騒動だゾ」 - Dai sooji ha dai soudou da zo「お正月の買い出しに行くゾ」 - Oshougatsu no kaidashi ni iku zo「アクション仮面スペシャルだゾ」 - Action Kamen Special da zo「今年の思い出だゾ」 - Kotoshi no omoide da zo「おまけだゾ」 - Omake da zo | 28 dicembre 1992  |         |